# Tom Lund
Tom Lund, född 10 september 1950, norsk tidigare fotbollsspelare. Han var en av Norges bästa fotbollsspelare på 1970-talet och räknas i början av 2000-talet som en av de bästa norska fotbollsspelarna genom tiderna. Han spelade hela sin karriär för det norska laget Lillestrøm SK, där han på 336 matcher gjorde 193 mål. 
Lund var som spelare med att vinna det norska cupmästerskapet 1977, 1978 och 1981 och det norska seriemästerskapet 1976 och 1977. 1973 nobbade han det nederländska laget AFC Ajax som ville ha honom som ersättare åt Johan Cruyff. Tom Lund gjorde 12 mål på 47 landskamper för Norges landslag. 1985-1988 och 1990 trännade han Lillestrøm Sportsklubb och var där med om att vinna norska cupmästerskapet 1985 och norska seriemästerskapet 1986.
Han är i dag (2005) investor i Lillestrøm Sportsklubb, och är medlem av klubbens sportkommitté.

### Fotnoter
1. ↑  Jan Holm. ”Tom Lund” (på norska). Store norske leksikon. https://snl.no/Tom_Lund. Läst 29 september 2017.